# Social Ambition
Social Ambition è un film muto del 1918 diretto da Wallace Worsley.

## Trama
Il commediografo Vincent Manton cerca di compiacere le ambizioni della moglie Lucille che aspira a diventare protagonista della vita sociale di New York. Investe così tutti i suoi averi in Borsa ma le azioni subiscono un crollo e Lucille, irata, chiede il divorzio. Depresso e infelice, Vincent parte per l'Alaska, dove cede al vizio del bere. Una sera, nella sala da ballo di Big Dan Johnson, si mette al pianoforte: la sua esecuzione di Home Sweet Home è così triste e commovente che Rose, figlia adottiva di Johnson, cerca di consolarlo, rimproverandolo con dolcezza del suo vizio. Ma Vincent, credendo che lei sia una delle ragazze che lavorano nel saloon, la tratta di conseguenza, offendendola. I due, comunque, si innamorano e finiscono per sposarsi. Vincent, cercando l'oro, trova un ricco filone. Tornato a New York per curare gli interessi della sua miniera, rivede Lucille. Lei sfodera tutto il suo fascino per riconquistare l'ex marito ma Vincent ben presto si rende conto che la donna è interessata solo ai suoi soldi. Decide così di ritornare a casa, da Rose che, al suo arrivo, gli mostra il loro bambino, nato durante la sua assenza.

## Produzione
Il film fu prodotto dalla Selexart Pictures.

## Distribuzione
Distribuito dalla Goldwyn Distributing Company, il film uscì nelle sale cinematografiche degli Stati Uniti nel maggio 1918.